# Kalt (Film)
Kalt ist ein deutscher Fernsehfilm aus dem Jahr 2022 von Regisseur Stephan Lacant mit Franziska Hartmann in der Hauptrolle. Des Weiteren zu sehen sind Patricia Aulitzky, Johann Barnstorf und Rankin James Duffy. Die Erstausstrahlung des Films im Ersten erfolgte am 2. November 2022 im Rahmen des FilmMittwochs im Ersten.

## Handlung
Die Erzieherin Kathleen Selchow arbeitet schon seit vielen Jahren in einer Kita, sie führt mit ihrem Mann Robert und dem neunjährigen Sohn Luca ein harmonisches Leben. Doch von einer Minute auf die andere ist in ihrer Familie nichts mehr so, wie es war. Kathleen übernimmt bei einem Ausflug die Leitung einer Gruppe von Kindern. Die Stimmung an diesem Tag im November ist ausgelassen, alle freuen sich auf das große Lagerfeuer am Abend.
Doch plötzlich bemerkt Kathleen beim Durchzählen der Kinder, dass zwei Kinder aus der Gruppe fehlen, auch ihre beiden Kolleginnen Nina und Miriam haben nicht bemerkt, dass zwei Kinder fehlen. Eine dramatische Suche mit tragischem Ausgang beginnt. Kathleen findet die beiden Kinder schließlich in einem Wasserlauf, Nico ist ertrunken und Jenny schwer verletzt. In einer Mischung aus Schuldgefühlen und emotionaler Überforderung beginnt Kathleen eine aufreibende Suche nach der Verantwortung für das Unglück. Sie versucht zu verstehen, wer die Verantwortung für das Unglück zu übernehmen hat und stellt sich die Frage, ob sie Anteil an der Katastrophe hatte. Kathleen kann sich auch nicht erklären, warum sie das Verschwinden der beiden Kinder, in der ihr so vertrauten Natur, nicht bemerkt hatte.
Die Eltern in der Kita wenden sich immer mehr von Kathleen und ihren Kolleginnen Nina und Miriam ab. Schließlich wird Kathleen von der Kita-Leitung freigestellt. Die Erzieherinnen geraten aneinander, zudem hat auch noch Sohn Luca Stress in der Schule, der verunglückte Nico ist der Sohn ihrer Nachbarin Melanie Sieten und war ein Freund von Kathleens Sohn Luca.
Die Anwältin Johanna Deich versucht zwar der verzweifelten Familie zu helfen, doch die Erzieherin wird von der Kommissarin Leila Storm ins Kreuzverhör genommen. Es wird jeder Tag zunehmend zu einer Herausforderung, und Kathleen fragt sich, wie das Leben für sie und ihre Familie vor dem Hintergrund der Ereignisse weitergehen wird.

## Verweise
- Kalt bei IMDb
- Kalt im Netzauftritt von Das Erste
- Kalt  bei crew united